# Jesús Bueno
Jesús Daniel Bueno Áñez (Barquisimeto, Venezuela; 15 de abril de 1999), más conocido como Jesús Bueno, es un futbolista venezolano que juega como centrocampista en el Philadelphia Union de la Major League Soccer.

## Carrera

### ACD Lara
Bueno jugó en el ACD Lara cuando era juvenil antes de hacer su debut profesional el 23 de octubre de 2016, como titular en la derrota por 2-1 ante Zamora. Marcó su primer gol el 28 de enero de 2018, en la victoria por 3-2 sobre el Atlético Venezuela. Jugó además en los Playoffs del Campeonato de Primera División (2017, 2018 y 2020), y en su última aparición en los playoffs con el club (en 2020) anotó en el minuto tres de la prórroga para la victoria por 1-0 sobre el Caracas que aseguró a su equipo el tercer lugar. Para la temporada 2021, Bueno se desempeñó como capitán del equipo. 
El 3 de mayo de 2021, Bueno anotó su primer doblete profesional en la victoria por 4-1 sobre el Aragua FC. Con el ACD Lara, Jugó 81 partidos en Primera División y 2 en la Copa Venezuela, anotando nueve goles y registrando tres asistencias en ese tiempo. También disputó 6 participaciones en la Copa Libertadores y 1 aparición en la Copa Sudamericana.

### Philadelphia Union
El 29 de julio de 2021, Bueno se unió al Philadelphia Union de la Major League Soccer.

## Selección nacional
Bueno participó en varios módulos de trabajo con la selección sub-20 de Venezuela en 2018. Hizo su debut como titular en la derrota por 1-0 ante Chile el 1 de junio de 2018.
En mayo de 2021, Bueno fue convocado a un módulo, esta vez con la selección mayor con miras a la Copa América de ese mismo año,  sin embargo, tuvo que abandonar la concentración poco después cuando le diagnosticaron COVID-19.